# The Dead 60s (album)
Albums de The Dead 60s
Time to Take Sides
(2007)
Singles
1. You're Not the Law
Sortie : 10 mai 2004
2. Riot Radio
Sortie : 4 octobre 2004
3. The Last Resort
Sortie : 28 mars 2005
4. Loaded Gun
Sortie : 13 juin 2005
5. Riot Radio (réédition)
Sortie : 12 septembre 2005
6. Ghostfaced Killer
Sortie : 21 novembre 2005

The Dead 60s est le premier album studio du groupe britannique de punk rock The Dead 60s, sorti le 31 mai 2005 et édité en deux éditions différentes selon les zones de vente, dont les couvertures représentent le même immeuble : rouge pour l'édition britannique sur le label Deltasonic Records et jaune pour l'édition destinée aux États-Unis et au Japon sur le label Epic Records.

## Liste des titres
Toute la musique est composée par The Dead 60s.
| 1.  | Riot Radio         | 2:25 |
| 2.  | A Different Age    | 1:34 |
| 3.  | Train to Nowhere   | 3:13 |
| 4.  | Red Light          | 3:12 |
| 5.  | We Get Low         | 3:43 |
| 6.  | Ghostfaced Killer  | 2:15 |
| 7.  | Loaded Gun         | 2:50 |
| 8.  | Control This       | 2:44 |
| 9.  | Soul Survivor      | 2:34 |
| 10. | Nationwide         | 2:22 |
| 11. | Horizontal         | 1:56 |
| 12. | The Last Resort    | 2:56 |
| 13. | You're Not the Law | 2:54 |

Toute la musique est composée par The Dead 60s.
| 1.  | Riot Radio             | 2:24 |
| 2.  | A Different Age        | 1:34 |
| 3.  | Nowhere                | 3:12 |
| 4.  | Red Light              | 3:07 |
| 5.  | Just Another Love Song | 3:11 |
| 6.  | Control This           | 2:40 |
| 7.  | Loaded Gun             | 2:47 |
| 8.  | Nationwide             | 2:19 |
| 9.  | We Get Low             | 3:42 |
| 10. | Horizontal             | 1:57 |
| 11. | New Town Disaster      | 3:07 |
| 12. | The Last Resort        | 2:56 |
| 13. | You're Not the Law     | 2:54 |

| 14. | Control This (Dub) |  |
| 15. | TV & Magazines     |  |
| 16. | Cold Soul          |  |

| 1.  | Too Much TV Dub            |  |
| 2.  | Invader Dub                |  |
| 3.  | D-60 Fights the Evil Force |  |
| 4.  | No Control Dub             |  |
| 5.  | Tower Block Dub            |  |
| 6.  | CNS Lazer Attack D-60      |  |
| 7.  | Police Radio Dub           |  |
| 8.  | Flight Mission Dub         |  |
| 9.  | No Good Town Dub           |  |
| 10. | Game Over                  |  |

## Singles extraits
| Single                    | Date              | Charts anglais |
| ------------------------- | ----------------- | -------------- |
| "You're Not The Law"      | 10 mai 2004       | -              |
| "Riot Radio"              | 4 octobre 2004    | 40             |
| "The Last Resort"         | 28 mars 2005      | 24             |
| "Loaded Gun"              | 13 juin 2005      | 38             |
| "Riot Radio" (ré-édition) | 12 septembre 2005 | 30             |
| "Ghostfaced Killer"       | 21 novembre 2005  | 35             |

## Anecdotes
- Le titre "Riot Radio" fait partie de la bande originale du jeu vidéo Burnout Revenge.
- L'immeuble de bureau qui apparaît sur la pochette de l'album est la Concourse House, à Liverpool. Il a récemment été proposé à la destruction dans un projet de ré-aménagement du quartier.